# Odžak (ort i Bosnien och Hercegovina, Federationen Bosnien och Hercegovina, lat 44,09, long 18,48)
Odžak är en ort i Bosnien och Hercegovina.   Den ligger i entiteten Federationen Bosnien och Hercegovina, i den centrala delen av landet, 28 km norr om huvudstaden Sarajevo. Odžak ligger 985 meter över havet och antalet invånare är 347.
Terrängen runt Odžak är huvudsakligen kuperad, men den allra närmaste omgivningen är platt. Närmaste större samhälle är Olovo, 9,5 km nordost om Odžak. 
I omgivningarna runt Odžak växer i huvudsak blandskog. Runt Odžak är det ganska tätbefolkat, med 93 invånare per kvadratkilometer.